# 烏利亞尼夫卡 (揚皮爾區)
48°13′25″N 28°13′52″E / 48.22361°N 28.23111°E
烏利亞尼夫卡（烏克蘭語：Улянівка），是烏克蘭的村落，位於該國西南部文尼察州，由莫希利夫-波季利斯基區負責管轄，始建於1800年，面積0.18平方公里，海拔高度56米，2001年人口43，人口密度每平方公里236.26人。